# Arbeit (Volkswirtschaftslehre)
Arbeit (englisch labour) ist in der Volkswirtschaftslehre ein Produktionsfaktor, der jede menschliche Tätigkeit mit dem Ziel der Einkommenserzielung umfasst.

## Allgemeines
Als Gegenstand der Volkswirtschaftslehre umfasst der Arbeitsbegriff jede menschliche Tätigkeit, die gegen Entlohnung auf die Befriedigung der Bedürfnisse anderer Personen gerichtet ist. Im Sinne der volkswirtschaftlichen Definition wird der Begriff Arbeit auf Erwerbstätigkeit reduziert, Formen unbezahlter Arbeit dagegen werden vernachlässigt, wie Beschäftigungen in der Subsistenzwirtschaft, Haus- und Familienarbeit, Do-it-yourself-Arbeit oder Gefälligkeiten, sowie gemeinnützige oder ehrenamtliche Tätigkeiten.
Die Volkswirtschaftslehre kennt neben entlohnter, menschlicher Arbeit den Boden als weiteren originären Produktionsfaktor. Zusammen mit dem derivativen Produktionsfaktor Kapital bilden sie die drei klassischen Produktionsfaktoren. Da diese Produktionsfaktoren knapp sind, haben sie in der klassischen Nationalökonomie einen Preis, der bei der Arbeit Lohn, beim Boden Bodenrente und beim Kapital Zins heißt. In neuerer Zeit zählen einige Autoren auch das Wissen zu den Produktionsfaktoren.

## Geschichte
Für Adam Smith galt in dem 1776 erschienenen Standardwerk Der Wohlstand der Nationen die menschliche Arbeit als die Quelle des Wohlstands und nicht der landwirtschaftlich genutzte Boden. Er ging davon aus, dass Arbeitsteilung die Produktivität steigere und stellte die arbeitsteilige Wirtschaft der so genannten „Robinson-Crusoe-Wirtschaft“ gegenüber. Das entscheidende Ergebnis einer arbeitsteiligen Wirtschaft seien mögliche Produktivitätssteigerungen und stärkere Effizienzsteigerungen. Für den Bevölkerungspessimisten Thomas Robert Malthus war 1798 der Mensch von Natur aus „träge, faul und jeder Arbeit abhold, es sei denn, die Not zwingt ihn dazu“. Jean-Baptiste Say stellte 1803 erstmals die Arbeit mit Boden und Kapital auf eine Stufe und ergänzte 1828 das Faktorsystem um den Produktionsfaktor „unternehmerische Tätigkeit“. Auch die unternehmerische Tätigkeit ist streng genommen Arbeit, sie wird heute in der Betriebswirtschaftslehre als derivativer Produktionsfaktor anerkannt.
David Ricardo räumte 1837 dem Faktor Arbeit durch seine Arbeitswerttheorie eine Sonderstellung ein. John Stuart Mill unterschied 1875 zwischen produktiver (Landwirtschaft, Industrie, Transport, Handel), indirekt produktiver (Erziehung, Ausbildung, Wissenschaft, öffentliche Dienstleistungen) und unproduktiver Arbeit. Letztere mache die „Gesellschaft und die Welt im Ganzen an materiellen Produkten nicht reicher, sondern ärmer“. Er verstand darunter die Unterhaltung durch Schauspieler, Musiker, Opernsänger oder Tänzer.
Bereits in den Pariser Manuskripten vom August 1844 nahm für Karl Marx die Arbeit eine zentrale Stellung ein. Er betrachtete die Arbeit sowohl im ökonomischen (Arbeit als Ware und „Mehrwert;“ siehe Abstrakte Arbeit) als auch im philosophisch-anthropologischen (Arbeit als „Stoffwechsel zwischen Mensch und Natur“ (Marx); siehe Arbeit (Philosophie)) sowie im politischen Sinne (siehe ebenda). „(Konkret-)Nützliche Arbeit“ steht bei Marx für die Produktion von Gebrauchswerten sowie den Einsatz von Schöpfungskraft im Austauschverhältnis zwischen Mensch und Natur, die im Gegensatz zur Klassischen Ökonomie nicht mit dem Tauschwert zu bemessen sei. Marx stellte sein Verständnis der menschlichen Arbeit und die Bedeutung, die Veränderungen der Produktionsweise auf den Menschen und seine Arbeit haben, in den Mittelpunkt seiner Theorien. Ausgangspunkt seiner Arbeitswertlehre war 1867 die Unterscheidung zwischen Gebrauchswert und Tauschwert. Dagegen sprach er im Zusammenhang mit abstrakter Arbeit (s. o.) – diesen Begriff stellt Marx dem von der konkret-nützlichen Arbeit gegenüber – von einer „Entfremdung des Menschen von der Arbeit“. Der Arbeiter erlebe die Güter nicht mehr als seine eigenen, sondern als fremde, zu deren Herstellung er nur noch stückhaft beitrage. In einer kapitalistischen Wirtschaftsordnung (→ Marktwirtschaft) diene die Arbeit allein der Erzielung von marktfähigen Warenwerten. Der Arbeiter müsse seine Arbeitskraft dem Kapitalisten zur Erhaltung seiner Existenz verkaufen und füge dem Gut zusätzlich zu der dem Existenzlohn entsprechenden Arbeit einen Mehrwert bei, den sich aber der Kapitalist aneigne. Darauf aufbauend begründete Marx seine Vorstellung der Arbeitswertlehre und seine Ausbeutungstheorie.
Adolf Weber umschrieb 1930 Arbeit als Inbegriff der menschlichen Wirkungsfähigkeit (Willenskraft, Körperkraft und Einsicht) und Produktionsfaktor.
Während die klassische Nationalökonomie die Arbeit vorwiegend unter naturalwissenschaftlichen Aspekten betrachtete, erkannte die moderne Lehre, dass Arbeitskräfte nicht bloß Produktionsfaktoren sind, sondern den eigentlichen Zweck des Wirtschaftens darstellen und sich das Arbeitsverhalten nicht allein durch das Rationalprinzip erklären lässt. Heute wird Arbeit auch unter sozialökonomischen Aspekten betrachtet und die Arbeitswelt durch die Arbeitssoziologie und Arbeitspsychologie untersucht.

## Arbeitsmarkt

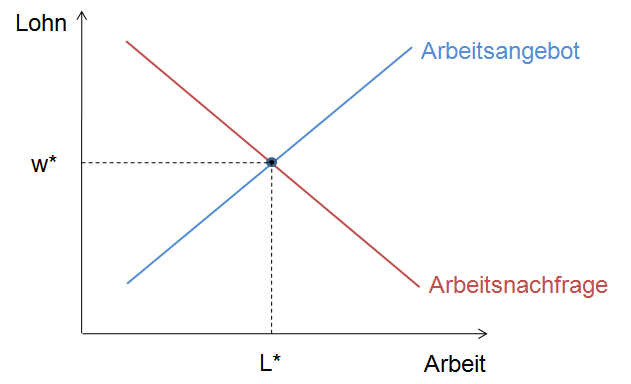
Typisches Arbeitsmarktdiagramm: Es zeigt den Faktor Arbeit und seinen Faktorpreis (Lohn).

Der Arbeitsmarkt ist ein typischer Faktormarkt, auf dem als Faktorpreis der Lohn besteht. Auf dem Arbeitsmarkt trifft das Arbeitsangebot der Arbeitnehmer auf die Arbeitsnachfrage der Arbeitgeber; der Preis auf dem Arbeitsmarkt ist das Arbeitsentgelt (Lohn oder Gehalt). Für die Arbeitsnachfrager stellt der Faktorpreis Faktorkosten dar, für die Arbeitsanbieter ist er Arbeitseinkommen. Das beliebig teilbare Zeitbudget einer Arbeitskraft {\displaystyle T} besteht entweder aus dem Arbeitsangebot {\displaystyle H} oder aus Freizeit {\displaystyle F}. Die persönliche Freiheit, seine Zeit für verschiedene Verwendungszwecke einzuteilen, unterliegt daher der Zeitrestriktion
{\displaystyle T=\!\,H+F}. (Formel für die Berechnung der Arbeitskraft)

### Arbeitsangebot

Normale Arbeitsangebotskurve

Rückwärts geneigtes Arbeitsangebot

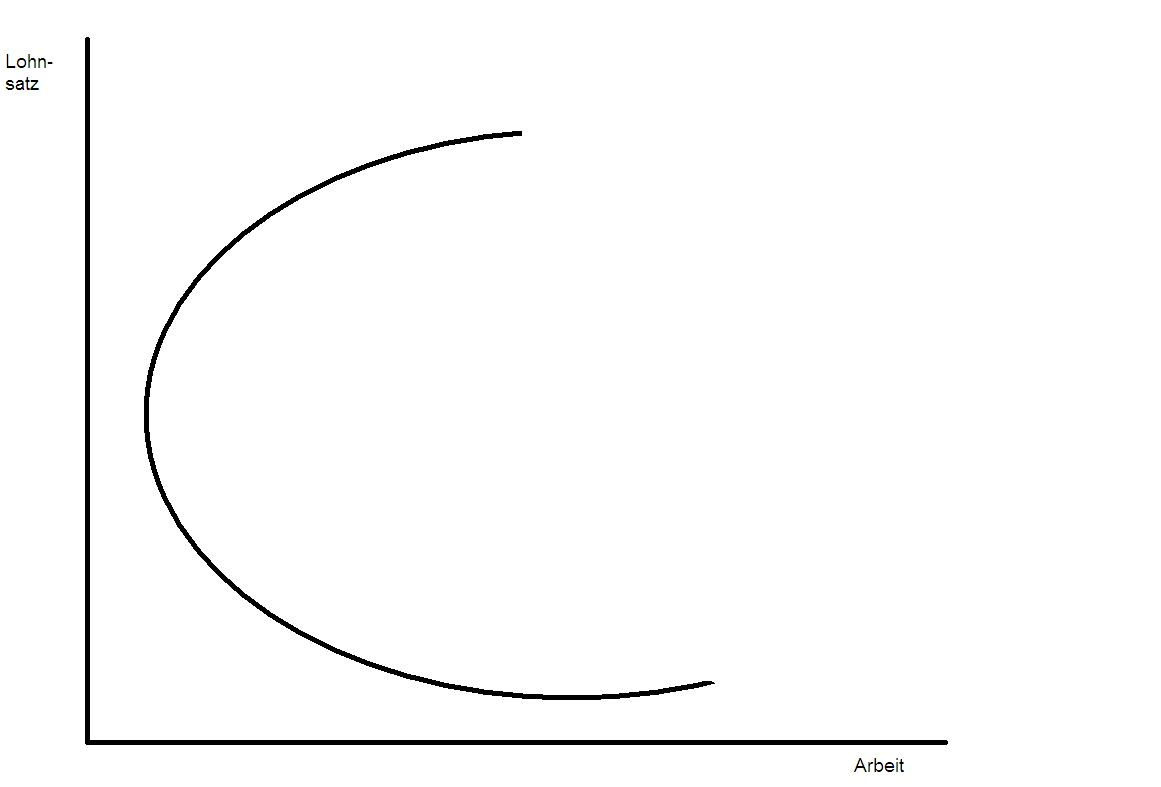
Anormaler Verlauf ohne Sozialsystem

Hauptbestimmungsfaktoren für das Angebot an Arbeit sind die Größe der Bevölkerung, der Prozentsatz der tatsächlich am Erwerbsleben teilnehmenden Personen, die durchschnittliche jährliche Anzahl der von Arbeitnehmern geleisteten Arbeitsstunden, Qualität und Quantität der erbrachten Arbeitsleistung und die Qualifikation der Arbeitskräfte. Unter dem Gesichtspunkt der Bevölkerung hängt das Arbeitskräfteangebot von der Fertilität, Mortalität und dem Wanderungssaldo ab. Die Zahl der Erwerbspersonen ist bedingt durch die Arbeitseinstellung und Freizeit, Ansicht von Arbeit als Lebenssinn und Möglichkeit, sich zu verwirklichen bzw. Arbeit als Mittel zum Zweck der Einkommenserzielung. Die Zahl der Erwerbspersonen kann z. B. durch den Eintritt geburtenstarker Jahrgänge ins Erwerbsleben oder die zunehmende Erwerbstätigkeit von Frauen steigen.
Die Angebotskurve des Gutes Arbeit hat, wie bei anderen Gütern auch, in der Regel einen steigenden Verlauf, da bei steigenden Preis mehr Arbeit auf dem Arbeitsmarkt angeboten wird. Für den Produktionsfaktor Arbeit kann die Angebotskurve, wie in den nebenstehenden Grafiken veranschaulicht, sowohl einen typischen ansteigenden Verlauf, als auch einen rückwärts geneigten Verlauf aufweisen. Dies ist begründet durch die Präferenzgewichtung des Arbeitnehmers für Freizeit einerseits und Arbeit zur Einkommenserzielung und Konsumverwirklichung andererseits. Der Lohnsatz stellt dabei den Preis dar, mit dem der Arbeiter seine Freizeit bewertet, da er in Höhe des Lohnsatzes auf Geld verzichtet, um mehr Freizeit zu erlangen. Mit steigendem Lohn kommt es nun auch zu einer Steigerung des Preises für Freizeit aus Sicht des Arbeitnehmers. Zum einen stellt der höhere Lohn für den Arbeitnehmer einen Anreiz dar, sein Arbeitsangebot zu erhöhen und dadurch auf Freizeit zu verzichten (Substitutionseffekt). Zum anderen erhöht sich durch den höheren Lohnsatz die Kaufkraft des Arbeitnehmers. Er kann jetzt mit weniger Arbeitsleistung die gleiche Menge wie vorher konsumieren (Einkommenseffekt). Übersteigt nun der Einkommenseffekt den Substitutionseffekt, so kommt es dazu, dass bei höherem Lohnsatz insgesamt weniger Arbeit angeboten wird. Daraus resultiert die rückwärts verlaufende Arbeitsangebotskurve. Das Modell unterstellt jedoch, dass die Arbeitnehmer den Anteil von Arbeit und Freizeit nach eigenen Vorstellungen gestalten können, was in der Praxis schon aufgrund von Vorgaben durch das Unternehmen nicht möglich ist.
Die Arbeitsangebotskurve kann auch einen anormalen, zum vorigen Beispiel spiegelverkehrten Verlauf wie in nebenstehender Grafik aufweisen. Dieser Verlauf kann in Volkswirtschaften ohne eine soziale Mindestabsicherung, wie z. B. in Entwicklungs- und Schwellenländern auftreten. Zunächst nimmt das Arbeitsangebot wie im normalen Verlauf bei sinkendem Lohnsatz ab. Wird der zu erzielende Lohn aber zu gering, um damit überleben zu können, sind die betroffenen Arbeitnehmer gezwungen mehr zu arbeiten, um ihre Existenz sichern zu können. Es kommt zu einer Ausweitung des Arbeitsangebots in diesem Bereich.

### Arbeitsnachfrage
Die Arbeitsnachfrage wird determiniert durch den Arbeitslohn {\displaystyle W}, das Kapital {\displaystyle K}, den Arbeitseinsatz {\displaystyle L} sowie die Grenzkosten {\displaystyle G} und lässt sich zusammenfassen als
{\displaystyle \!\,{\frac {W}{G_{L}(K,L)}}={\frac {K}{G_{K}(K,L)}}},
was besagt, dass ein gewinnmaximierendes Unternehmen so lange seinen Arbeits- und Kapitaleinsatz modifiziert, bis die Grenzkosten, die bei der Produktion einer weiteren Gütereinheit mittels Arbeit entstünden, identisch zu denjenigen sind, die bei der Produktion mittels Kapital anfielen.
Ist das Arbeitsangebot höher als die Arbeitsnachfrage, liegt Arbeitslosigkeit (Unterbeschäftigung) vor, umgekehrt sind offene Stellen und Überbeschäftigung vorhanden.
Arbeit wird als homogene Größe in Arbeitsstunden gemessen, so dass sich die Arbeit wie folgt darstellen lässt:
{\displaystyle {\mbox{Arbeit}}={{\mbox{Arbeitskraft}}\cdot {\mbox{Arbeitszeit}}}}
Verringert sich beispielsweise die Arbeitszeit bei gleicher Zahl von Arbeitskräften, so ermäßigt sich die Arbeitsleistung und umgekehrt.

## Arten der Arbeit
Allgemein lässt sich zwischen bezahlter und unbezahlter Arbeit unterscheiden. Beiden gemeinsam sind die folgenden Kriterien:
- Körperliche oder geistige Arbeit (Art der Betätigung): Die Arbeitsleistung besteht vorwiegend aus physischer (Handarbeit, Muskelarbeit) oder vorwiegendem Einsatz geistiger Verstandes- oder Gefühlsleistung.
- Leitender oder ausführender Arbeit (Rangstellung): Der Arbeitsinhalt besteht vorwiegend aus Führungsaufgaben oder überwiegend aus der Ausführung von Weisungen.
- ungelernter, angelernter und gelernter Arbeit: Vorbildung oder Berufsausbildung.
- Selbständiger oder unselbständiger Arbeit: Grad der Abhängigkeit von einer fremden Arbeitsorganisation.

Körperliche und geistige Arbeit tritt regelmäßig kombiniert auf; ihre Einteilung entscheidet sich nach dem Schwerpunkt der Betätigung (Führungskompetenz oder Durchführungskompetenz), berücksichtigt aber auch Aspekte der gesundheitlichen Belastung und des Arbeitsschutzes. Durch Wahrnehmung von Kontroll- und Entscheidungsaufgaben wird auch ausführende Arbeit immer mehr mit Leitungsaufgaben betraut (Job-Enrichment). Ungelernte und angelernte Arbeitskräfte besitzen keine abgeschlossene Berufsausbildung, angelernte Kräfte besitzen eine begrenzte Ausbildung (zwischen drei Monaten und weniger als zwei Jahre), Ungelernte können weder eine Berufsausbildung noch ein Anlernverhältnis nachweisen. Die steuerrechtliche Einordnung unterscheidet danach, wie hoch der Grad der Weisungsbefugnis ist.

### Bezahlte Arbeit
Die Arbeitsleistung und das Arbeitsleid des Arbeitnehmers wird durch das Arbeitsentgelt entlohnt.
Studien haben gezeigt, dass Angestellte im Allgemeinen 1,5 bis 3 Stunden ihrer täglichen Arbeitszeit für nicht arbeitsbezogene (private) Tätigkeiten verwenden, die ebenfalls entlohnt werden.

### Unbezahlte Arbeit
Seit der zweiten Hälfte des 20. Jahrhunderts setzt sich allmählich die Einsicht durch, dass auch unbezahlte Erstellung von Gütern und Dienstleistungen Anteil an der Leistungsfähigkeit einer Volkswirtschaft hat. Doch bis heute wird Haushaltsproduktion als Satellitensystem betrachtet und nicht in der volkswirtschaftlichen Gesamtrechnung abgebildet.
In der OECD wurden 2016 durchschnittlich folgende Zeiten für Arbeit aufgewendet:
| Durchschnittliche Arbeit in Min. pro Tag (2016) | OECD gesamt | in % | Männer | in % | Frauen | in % |
| ----------------------------------------------- | ----------- | ---- | ------ | ---- | ------ | ---- |
| bezahlt                                         | 271,9       | 57,1 | 328,5  | 70,5 | 215,3  | 44,2 |
| unbezahlt                                       | 204,6       | 42,9 | 137,6  | 29,5 | 271,7  | 55,8 |
| gesamt                                          | 476,5       |      | 466,1  |      | 487,0  |      |

Die OECD erhebt die Zeiten, die durchschnittlich pro Tag für bezahlte und unbezahlte Arbeit aufgewendet wurden. Dabei zeigt sich je nach Land eine unterschiedlich starke Kluft zwischen den Geschlechtern:
|                                                 | OECD   | OECD    | OECD      | Männer | Männer  | Männer | Männer    | Männer | Frauen | Frauen  | Frauen | Frauen    | Frauen |
| Durchschnittliche Arbeit in Min. pro Tag (2016) | gesamt | bezahlt | unbezahlt | gesamt | bezahlt | in %   | unbezahlt | in %   | gesamt | bezahlt | in %   | unbezahlt | in %   |
| ----------------------------------------------- | ------ | ------- | --------- | ------ | ------- | ------ | --------- | ------ | ------ | ------- | ------ | --------- | ------ |
| OECD gesamt                                     | 476,5  | 271,9   | 204,6     | 466,1  | 328,5   | 70,5   | 137,6     | 29,5   | 487,0  | 215,3   | 44,2   | 271,7     | 55,8   |
| Deutschland                                     | 447,5  | 231,2   | 216,3     | 445,4  | 281,6   | 63,2   | 163,8     | 36,8   | 449,7  | 180,9   | 40,2   | 268,8     | 59,8   |
| Österreich                                      | 508,9  | 306,8   | 202,1     | 500,1  | 364,8   | 72,9   | 135,3     | 27,1   | 517,7  | 248,8   | 48,1   | 268,9     | 51,9   |
| Schweden                                        | 475,5  | 295,3   | 180,2     | 475,9  | 321,9   | 67,6   | 154,0     | 32,4   | 475,2  | 268,7   | 56,5   | 206,5     | 43,5   |
| Norwegen                                        | 447,0  | 260,1   | 186,9     | 454,2  | 291,8   | 64,2   | 162,4     | 35,8   | 439,8  | 228,4   | 51,9   | 211,4     | 48,1   |
| Türkei                                          | 488,5  | 242,0   | 246,5     | 476,7  | 360,3   | 75,6   | 116,4     | 24,4   | 500,3  | 123,7   | 24,7   | 376,7     | 75,3   |

### Unproduktive Arbeit
Unproduktive Arbeit ist ein aus der klassischen Nationalökonomie stammender umstrittener Begriff, unter dem die geringfügige oder fehlende Arbeitsproduktivität einer Arbeit verstanden wird.

## Entwicklung der Erwerbsarbeit
Im Laufe der Jahrhunderte hat sich der Charakter der Arbeit im Hinblick auf eine immer weiter fortschreitende Spezialisierung verändert. Es kam zu einer immer ausgeprägteren Arbeitsteilung und damit verbundenen Produktivitätssteigerungen. Gleichzeitig nahmen sowohl der Tausch von Gütern, um Waren zu erhalten, die der einzelne Haushalt nicht selber herstellt, als auch die Gesamtmenge der Güter immer weiter zu.
Durch die Industrialisierung und das Aufkommen von Fabrikarbeit wurde der Produktionsvorgang in immer kleinere Einzelschritte zerlegt. Im Gegensatz zur vorherigen Handarbeit musste nicht mehr jeder Arbeitsschritt von jedem Arbeiter beherrscht werden. Durch diese starke Spezialisierung der Arbeitskräfte konnten diese mehr Geschicklichkeit und Routine entwickeln. Effizienzgewinne stiegen durch verstärkte Erfahrungs- und Lerneffekte. Gerade zu Beginn des Industriezeitalters gab es bedingt durch Rationalisierungen in der Landwirtschaft und verstärktes Bevölkerungswachstum ein großes Arbeitskräftepotenzial und kaum soziale Absicherungen. Häufig bewegten sich Löhne damit am Existenzminimum. Mit dem späteren Erstarken von Gewerkschaften wurden Löhne vermehrt durch Tarifvereinbarungen festgelegt. Bei vorhandener Tarifbindung bilden Tariflöhne zunehmend eine unterste Grenze der Entlohnung, selbst wenn viele Arbeitslose bereit sind für ein geringeres Entgelt zu arbeiten.
Auch der Produktionsfaktor Arbeit bzw. die Arbeit an sich wandelte sich im Verlauf der Zeit. Während im vorindustriellen Zeitalter Arbeitsleistung vorwiegend in der Landwirtschaft erbracht wurde, traten mit Beginn der Industrialisierung vermehrt maschinengebundene Arbeitsformen auf. Dies steht nicht im Widerspruch zu der grundsätzlichen Einordnung des Begriffes Arbeit. Maschinen und Automaten sind Werkzeuge bzw. Produktionsmittel und tragen heute wesentlich zur Effizienz und Qualität, insbesondere bei monotonen und wiederkehrenden Arbeitsschritten bei. Sie können bisher nur durch den Einsatz menschlicher Arbeit hergestellt werden.
Durch zunehmende Rationalisierung und Automatisierung in den modernen Industrienationen gewinnt heute die qualifizierte und wissensbasierte Arbeit immer mehr an Bedeutung.
Nach Auffassung des US-Ökonomen Jeremy Rifkin wird durch die digitale Revolution langfristig die Arbeit verschwinden. Rifkin betont, dass der Non-Profit-Sektors eine zunehmende Bedeutung bekommt.
Richard Buckminster Fuller stellte in seinem Buch Critical Path (1981) fest, dass Arbeitslosigkeit unmittelbar auf der technischen Möglichkeit einer Ephemerisierung beruhe. Ähnlich äußerte sich Norbert Wiener, ein Mitbegründer der Kybernetik, der 1947 darauf hinwies, dass der Fortschritt in der Computertechnik Massenarbeitslosigkeit auslösen werde.
Der französische Sozialphilosoph André Gorz meint ebenfalls, dass seit Jahrhunderten immer mehr Arbeiten durch Maschinen übernommen werden. Der dadurch bewirkte Anstieg der Produktivität führe dazu, dass selbst bei zunehmender Produktion weniger menschliche Arbeitskraft benötigt wird. Die Vorstellung von Vollbeschäftigung werde zur Illusion. Deshalb befürwortet Gorz ein utopisches Grundeinkommen, welches ermöglicht, zu leben, ohne zu arbeiten. Jeder Mensch erhalte eine monetäre Grundlage, sich selbst zu verwirklichen. Wie dieses Grundeinkommen im Staat erwirtschaftet werden soll und wie die wenigen Arbeitskräfte die Renten der Pensionäre finanzieren sollen, ließ er aber offen.
Gutenberg konnte bereits 1958 eine Entfremdung der Arbeit durch Automatisierung feststellen. Nach Witte nimmt die Bedeutung des Produktionsfaktors Arbeit ab, die des Faktors Kapital steigt durch Automatisierung oder Mechanisierung.

## Arbeit und Investition/Technologie

Arbeitsangebotskurve nach Investitionsrückgang

Arbeitsangebotskurve bei technischem Fortschritt

Eine Veränderung der Investitionsausgaben führt zu einer Verschiebung der Nachfrage nach Arbeit. Bei einer Verringerung der Investitionen haben die Arbeitskräfte weniger bzw. ältere Maschinen zur Verfügung, wodurch die Arbeitsproduktivität sinkt. Die Arbeitsnachfragekurve verschiebt sich nach links, d. h. die Unternehmen fragen weniger Arbeitskräfte nach und die Reallöhne sinken.
Technischer Fortschritt führt ebenfalls zu einer Verschiebung der Arbeitsnachfrage. Die Arbeiter sind produktiver und die Nachfrage nach Arbeit seitens der Unternehmen steigt. Die Arbeitsnachfragekurve verschiebt sich nach rechts und die Reallöhne steigen. Bei der Erhöhung der Nachfrage nach Arbeit ist aber nach Qualifikation der Arbeiter zu unterscheiden. Ein Anstieg der Investitionen bzw. das Wirksamwerden von technischen Fortschritt erhöht in der Regel die Nachfrage nach qualifizierten Arbeitskräften und verringert die nach ungelernten.

## Regulierung der Arbeit
Ist der Produktionsfaktor Arbeit praktisch als Ware frei handelbar, so spricht man von einem freien Arbeitsmarkt. Ein freier Arbeitsmarkt wird vor allem von Neoklassikern unter Verweis auf effiziente Arbeitsmärkte mit vergleichsweise geringer Arbeitslosigkeit wie in den USA und Großbritannien gefordert. In Kontinentaleuropa wird der Faktor Arbeit stärker reguliert. Hier werden verstärkt Mindestlöhne vorgegeben, die über den Nominallöhnen liegen, Kündigungsschutzregelungen arbeitnehmerfreundlicher gestaltet und Arbeitsbedingungen und Entgelthöhen häufiger auch flächendeckend zwischen Tarifparteien ausgehandelt. Auch gibt es hier weitergehende Mitbestimmungs- und Mitspracherechte der Arbeitnehmer wie z. B. in Deutschland durch das Betriebsverfassungsgesetz und das Mitbestimmungsgesetz. Insgesamt weist der Arbeitsmarkt hier eine höhere Regulierungsdichte auf.

## Wirtschaftliche Aspekte
Damit der Produktionsfaktor Arbeit als Gut überhaupt auf dem Arbeitsmarkt gehandelt werden kann, muss er unter anderem auch Faktormobilität aufweisen. Von allen Produktionsfaktoren ist Kapital mit seiner Kapitalmobilität der mobilste, dem Boden fehlt eine wesentliche Form der Mobilität, denn er ist naturgemäß dauerhaft an einen Standort gebunden und deshalb unbeweglich (daher der Begriff Immobilien). Der Produktionsfaktor Arbeit weist – mehr oder weniger starke – Arbeitsmobilität auf. Die Arbeitsmobilität zeigt sich, wenn Arbeitnehmer bereit sind, ihren Arbeitsplatz zu wechseln. Dabei wird zwischen innerbetrieblicher und zwischenbetrieblicher Mobilität, beruflicher sowie regionaler und internationaler Arbeitsmobilität unterschieden. Bei innerbetrieblicher Arbeitsmobilität wechselt nur der Arbeitsplatz, während der Arbeitgeber nicht gewechselt wird. Bei allen übrigen Arten wird auch der Arbeitgeber gewechselt. Arbeitsmobilität zeigt sich bei Arbeitsmigration, Pendlern und der Talentabwanderung. Eine vollkommene Faktormobilität führt dazu, dass über den Marktmechanismus ein Marktgleichgewicht auf den Faktormärkten und ein gleich hohes Faktoreinkommen bewirkt wird.